# Shift JIS
Shift JIS (также MS_Kanji, MIME Shift_JIS) — кодировка для японского языка, описана в приложении 1 стандарта JIS X 0208. Расширяет кодировку JIS X 0201, добавляя в неё символы из JIS X 0208. Для кодирования символа используется 1 или 2 байта.

## JIS X 0201
JIS X 0201 — японский промышленный стандарт, разработанный в 1969 году. Описанная в нём кодировка стала первой широко распространённой японской кодировкой. Используются как 7-, так и 8-битные коды. Символы с кодами от 0x00 до 0x7F соответствуют кодировке ASCII, за исключением знака японской иены (¥) и надчёркивания (‾), которые заменяют обратную косую черту и тильду из кодировки ASCII. Коды с 0xA1 по 0xDF используются для катаканы и некоторых других знаков. Стандарт не определяет способа для кодирования кандзи.
При 7-битном кодировании используется два набора символов — один для латиницы, другой для катаканы. Переключение между наборами происходит при помощи управляющих ASCII символов SHIFT_OUT и SHIFT_IN.
Из-за замены косой черты символом иены пути в операционных системах Windows и DOS выглядят необычно, например «C:¥Program Files¥». Похожая проблема есть в языках программирования, например: printf("Hello, world.¥n");.